# 福江火山群
福江火山群（ふくえかざんぐん）は、長崎県五島列島の福江島にある火山である。活火山に指定されている。

## 解説
同火山群は長崎県五島列島の福江島内の火山と付属の火山島から構成されており、多数の小型の火山を形成している。有史以降の記録に残る火山活動はない。
約2,300-2,400年前に同火山群のどこかで噴火が起こったことが判明し、2003年1月に活火山とされた。

## 地史
- 約94 - 68万年前 - 北西部の岐宿火山でアルカリ玄武岩の活動が開始[1]。
- 約30万年前 - 他の火山でもアルカリ玄武岩の活動が開始[1]。
- 約9万年前 - 新期の活動が開始[1]。
- 約2,300-2,400年前 - 火山群のどこかで最新の噴火[1]。

## 主な構成火山
| 鬼岳       | おんだけ           | 北緯32度39分25秒 東経128度50分50秒 / 北緯32.65694度 東経128.84722度 |
| 火ノ岳     | ひのたけ           | 北緯32度39分40秒 東経128度51分53秒 / 北緯32.66111度 東経128.86472度 |
| 箕岳・臼岳 | みのだけ・うすだけ | 北緯32度38分45秒 東経128度53分0秒 / 北緯32.64583度 東経128.88333度  |
| 黒島       | くろしま           | 北緯32度35分58秒 東経128度50分10秒 / 北緯32.59944度 東経128.83611度 |
| 黄島       | おうしま           | 北緯32度34分0秒 東経128度54分0秒 / 北緯32.56667度 東経128.90000度   |
| 赤島       | あかしま           | 北緯32度35分40秒 東経128度55分20秒 / 北緯32.59444度 東経128.92222度 |
| 富江       | とみえ             | 北緯32度36分0秒 東経128度46分0秒 / 北緯32.60000度 東経128.76667度   |
| 京ノ岳     | きょうのたけ       | 北緯32度45分30秒 東経128度40分0秒 / 北緯32.75833度 東経128.66667度  |
| 嵯峨ノ島   | さがのしま         | 北緯32度43分30秒 東経128度35分50秒 / 北緯32.72500度 東経128.59722度 |
| 岐宿       | きしく             | 北緯32度45分0秒 東経128度45分20秒 / 北緯32.75000度 東経128.75556度  |

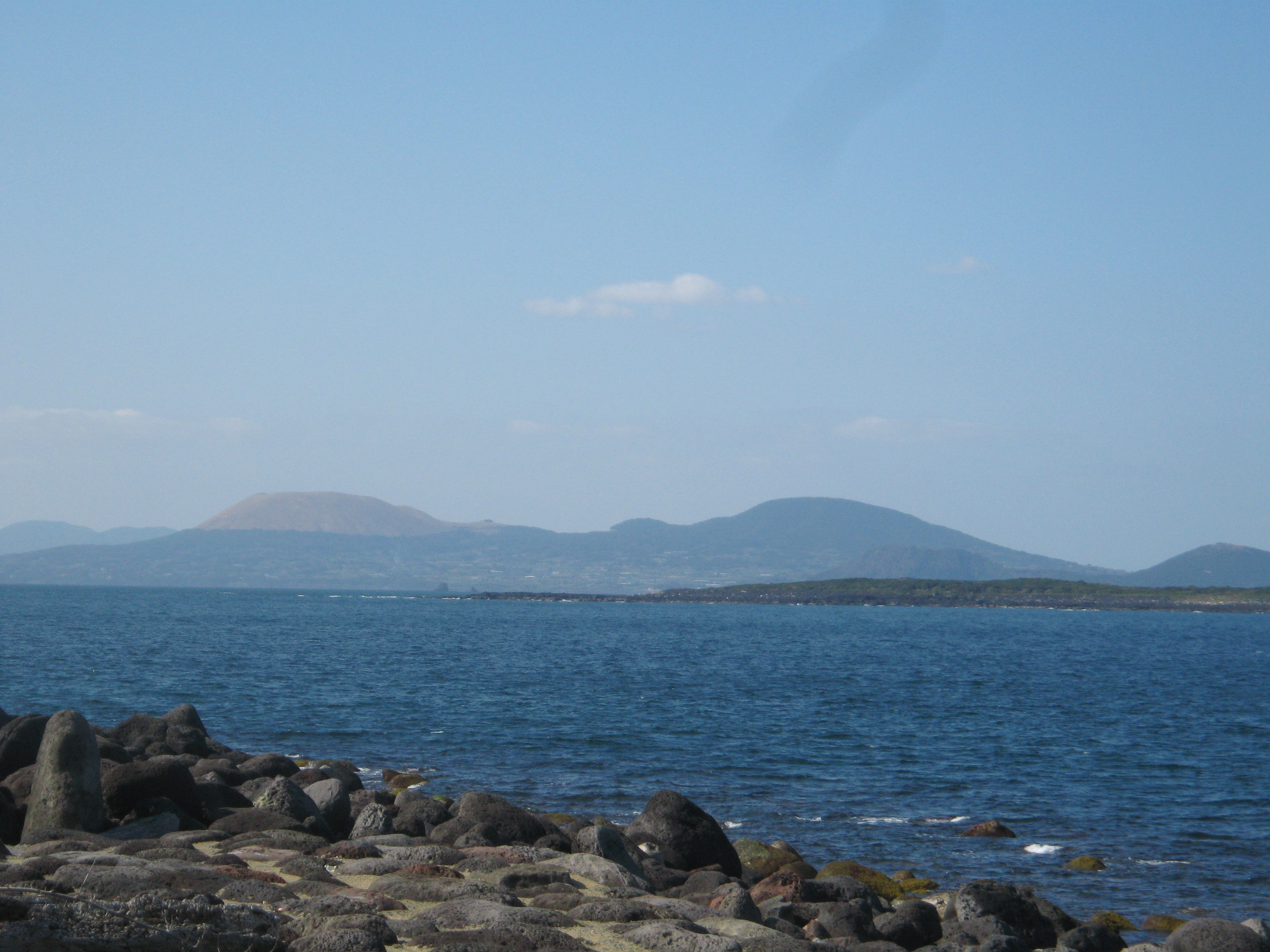
鬼岳（左）・火ノ岳（右）・箕岳（右端）を南南東から望む
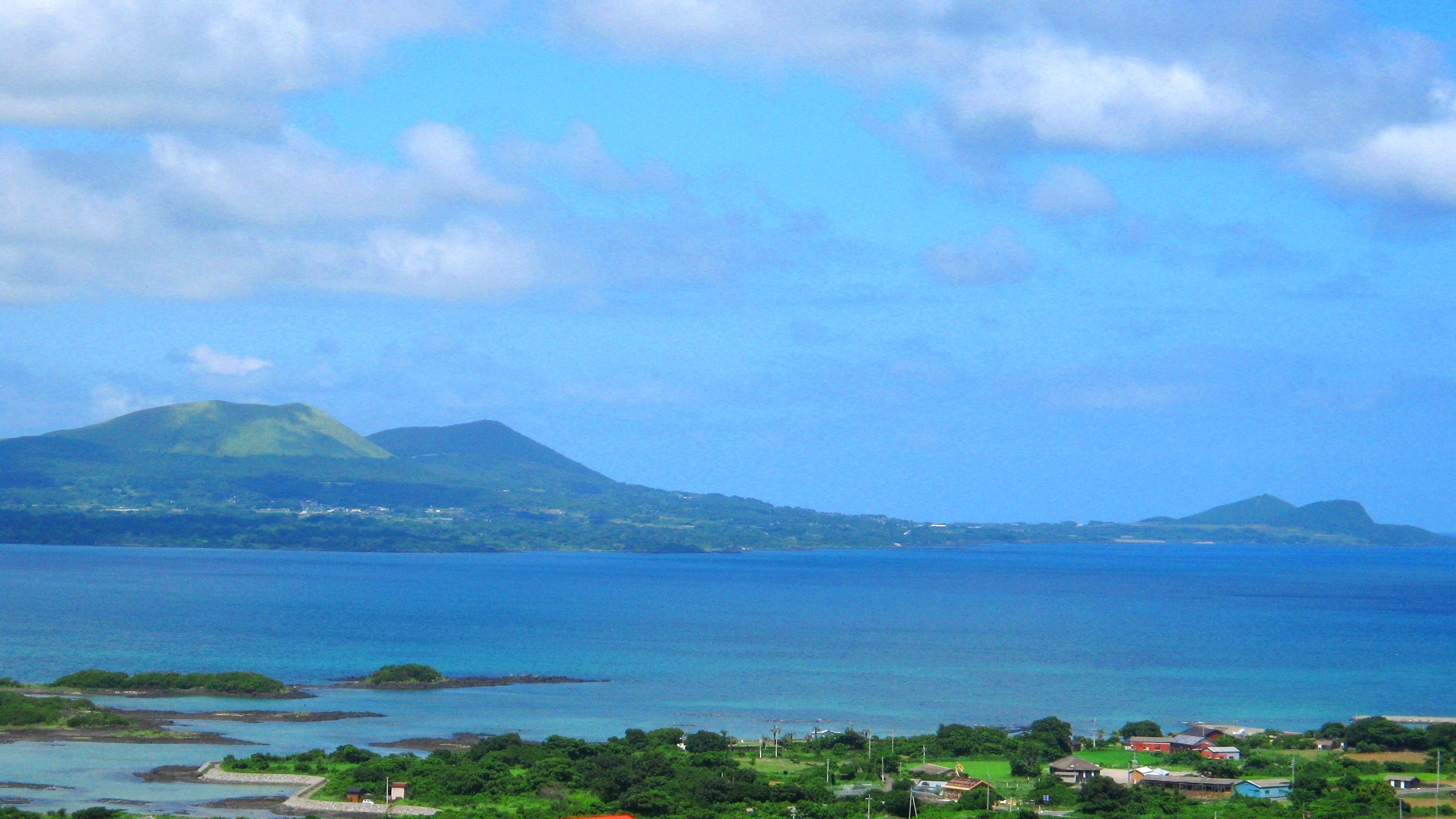
左に鬼岳・火ノ岳 右に箕岳・臼岳
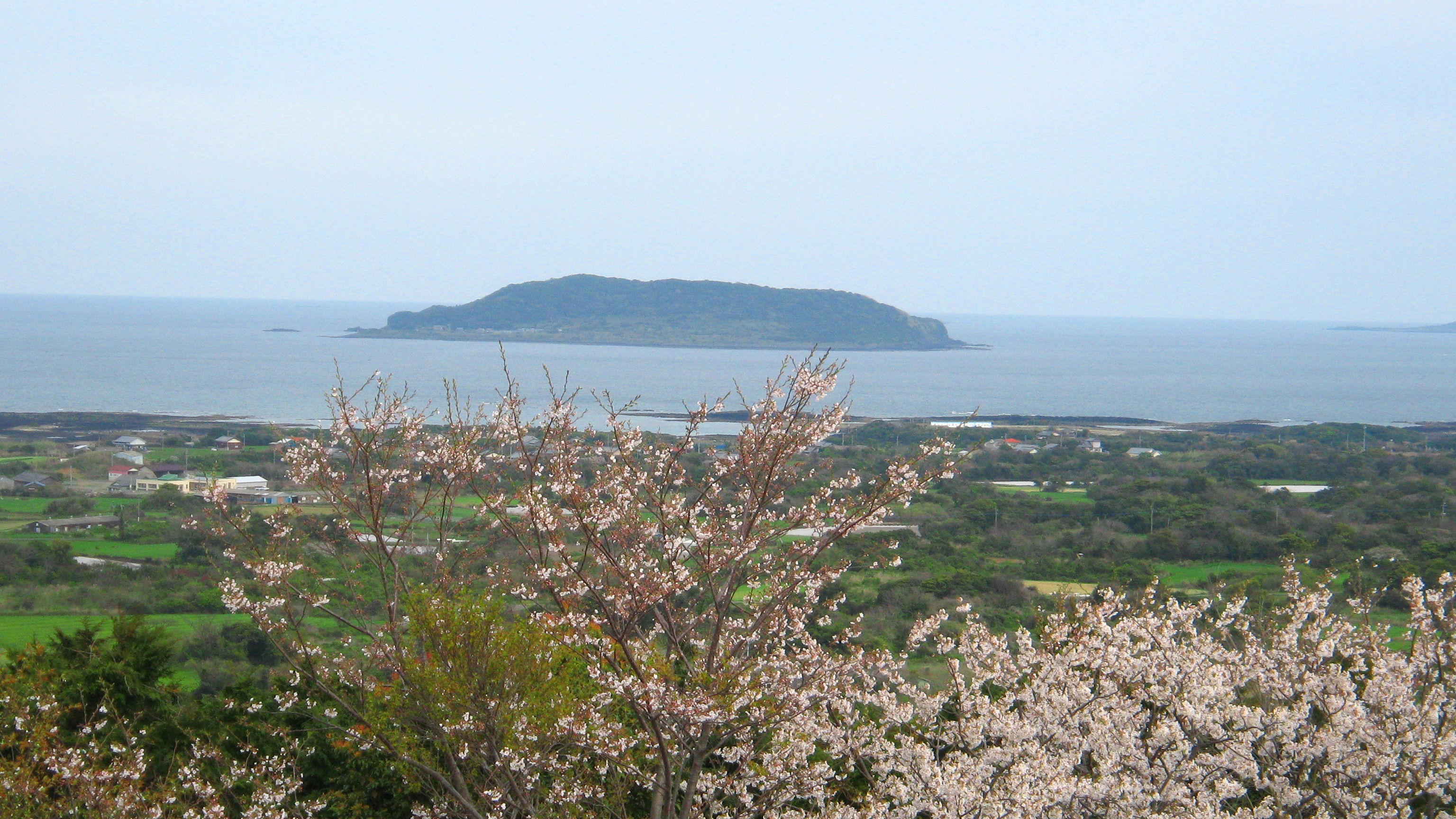
黒島
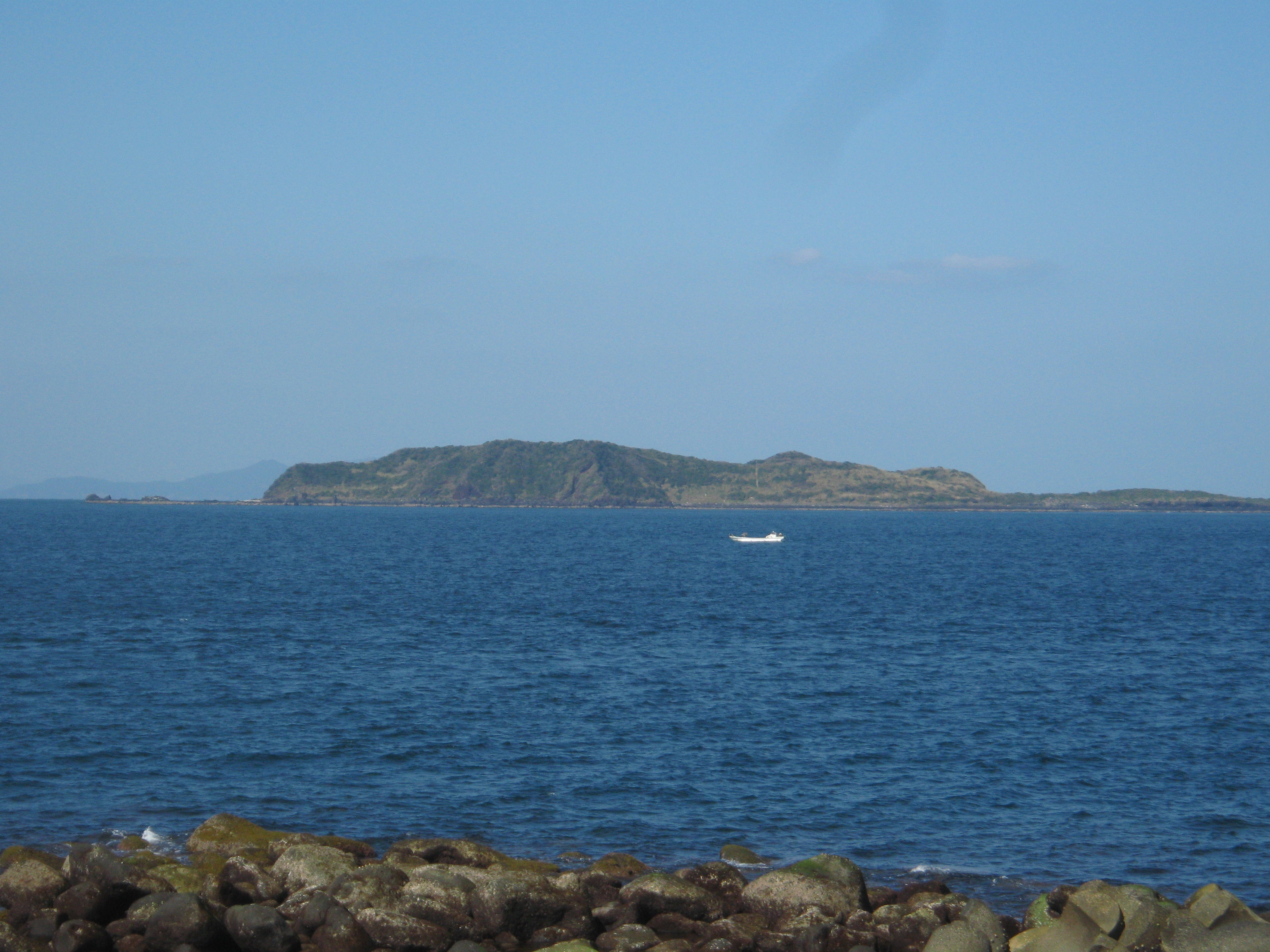
赤島
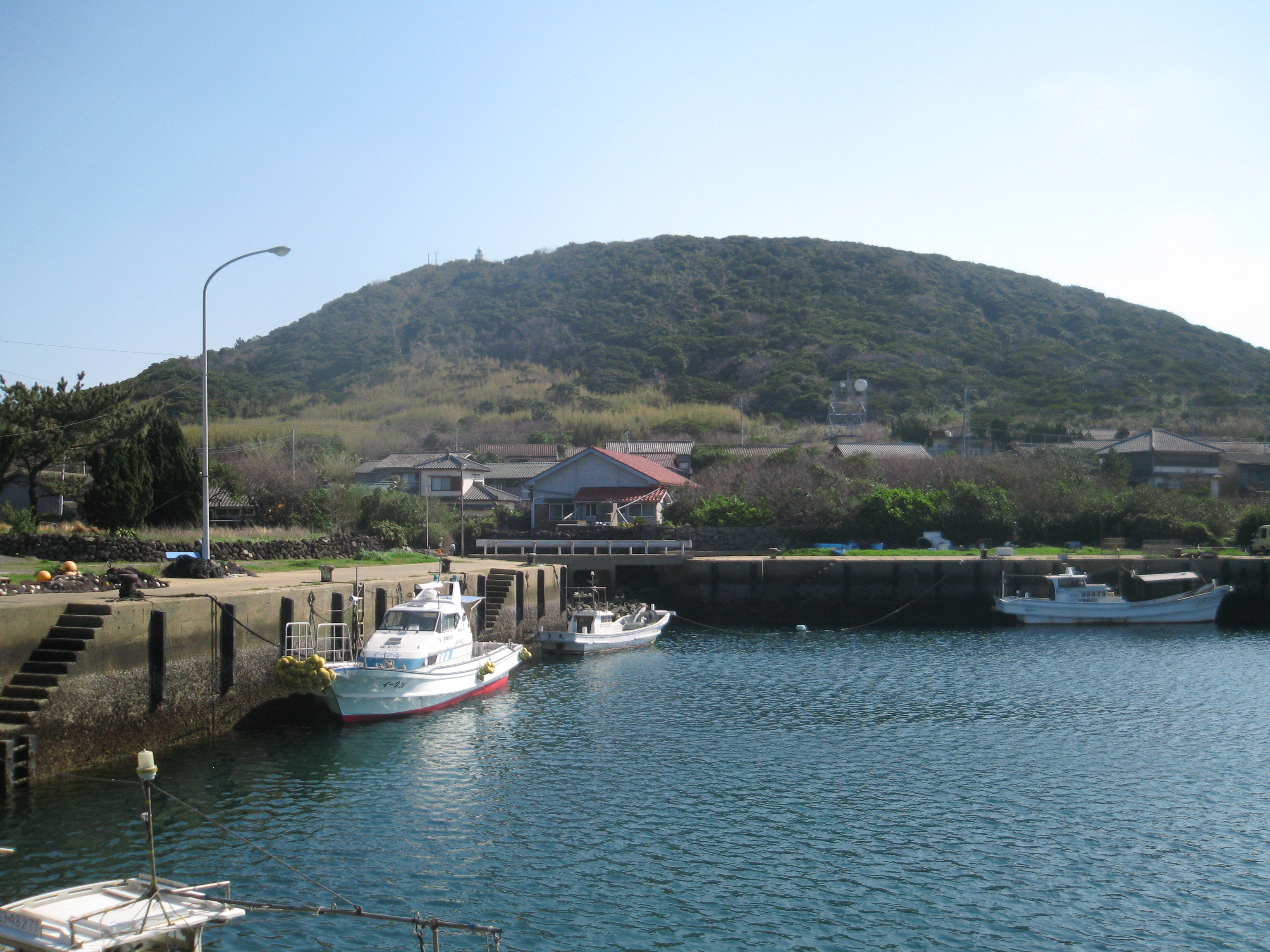
黄島
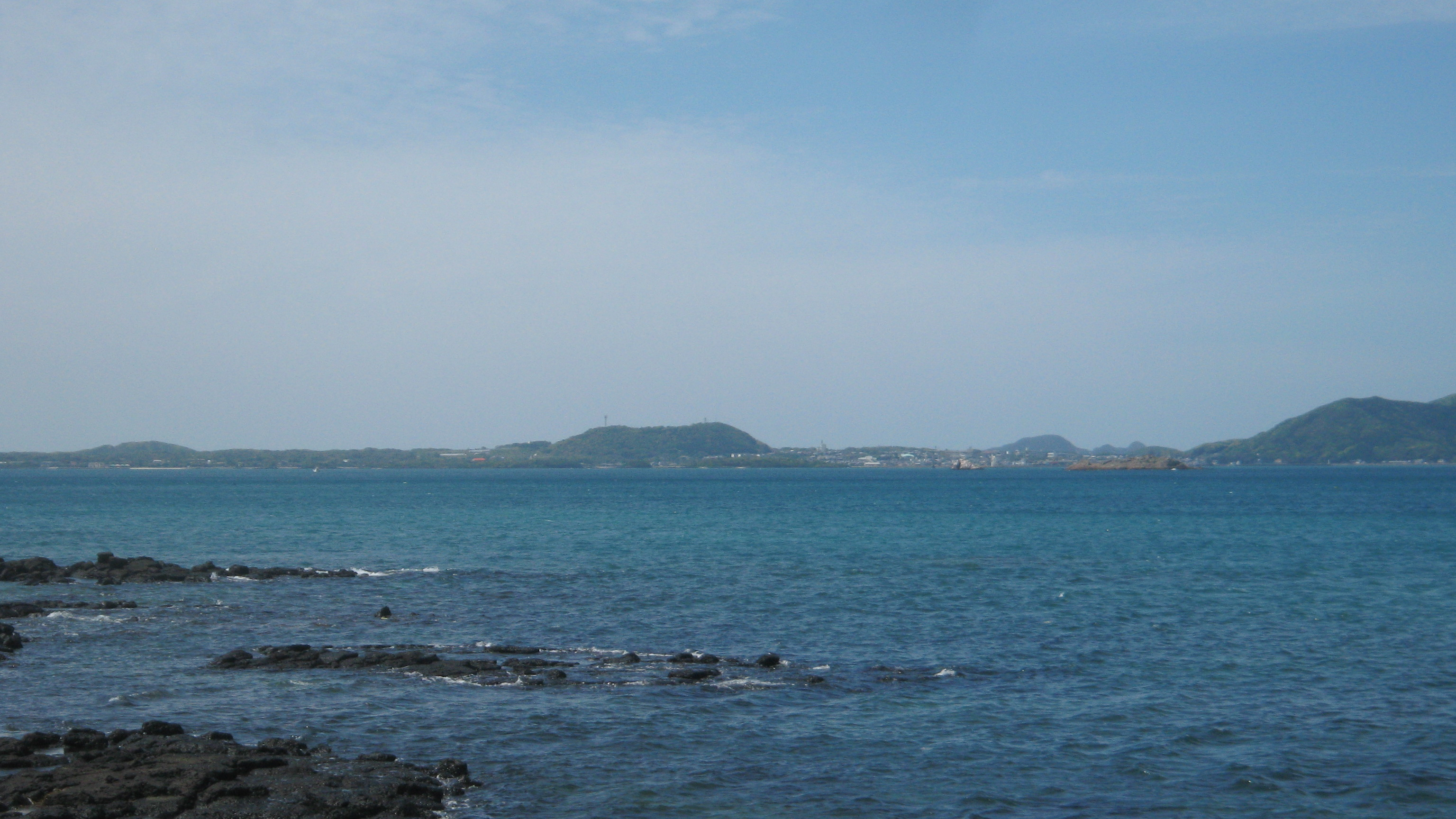
北東から見る富江火山 中心に只狩山火砕丘
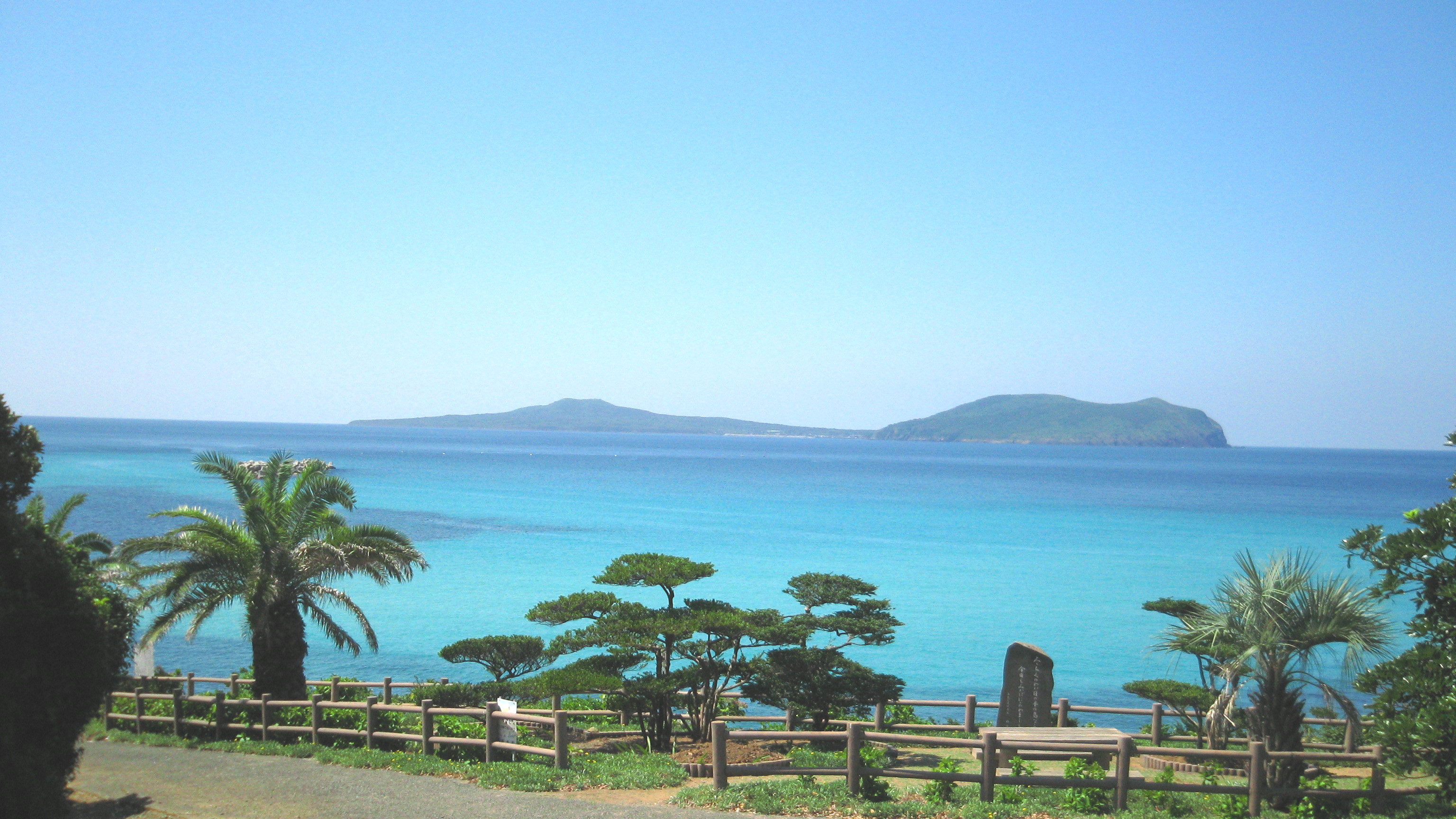
嵯峨ノ島